# Kis rovarevő fapinty
A kis rovarevő fapinty (Camarhynchus parvulus) a madarak (Aves) osztályának a verébalakúak (Passeriformes) rendjéhez, ezen belül a sármányfélék (Emberizidae) családjához tartozó faj.

## Előfordulása
Az Ecuadorhoz tartozó Galápagos-szigeteken él.

## Rokon fajok
A kis rovarevő fapinty közeli rokonságban áll, a Galápagos-szigetek többi pintyével.

## További információ
- Képek az interneten a fajról